# Dalceridae
Dalceridae es una pequeña familia de lepidópteros del suborden Glossata con 84 especies conocidas. Se encuentran principalmente en la región neotropical con algunas que alcanzan el extremo sur de la región neártica.
En general son pequeñas o medianas con un cuerpo muy peludo. Las larvas son bastante babosas, como las larvas de su taxones hermanos Limacodidae y Megalopygidae. A menudo se las llama orugas babosas ("slug caterpillars" en inglés).

## Géneros
Acraga

Acragopsis

Anacraga

Ca

Dalargentina

Dalcera

Dalcerides

Dalcerina

Epipinconia

Minacraga

Minacragides

Minonoa

Oroya

Paracraga

Pinconia

Protocraga

Zadalcera

Zikanyrops

La mayoría de las especies están en el género Acraga, ejemplo Acraga coa